# روبرت إي. لان
روبرت إي. لان (بالإنجليزية: Robert E. Lane)‏ هو عالم سياسة أمريكي، ولد في 19 أغسطس 1917، وتوفي في 2017.